# 1976-os U23-as labdarúgó-Európa-bajnokság
Az 1976-os U23-as labdarúgó-Európa-bajnokság a harmadik utánpótlástorna volt ebben a korosztályban, melyet 1974 és 1976 között rendeztek. A harmadik Európa-bajnoki címet a Szovjetunió szerezte meg.
A sorozatban induló 23 válogatottat 8 csoportba sorsolták. A csoportgyőztesek továbbjutottak és negyeddöntők keretein belül összesorsolták őket. Itt oda-visszavágós alapon dőlt el a továbbjutás. A tornának nem volt kijelölt házigazdája.

## Selejtezők

### 1. csoport
| # | Csapat        | M | Gy | D | V | RG | KG | P |
| - | ------------- | - | -- | - | - | -- | -- | - |
| 1 | Anglia        | 4 | 3  | 1 | 0 | 9  | 4  | 7 |
| 2 | Portugália    | 4 | 1  | 1 | 2 | 5  | 6  | 3 |
| 3 | Csehszlovákia | 4 | 0  | 2 | 2 | 3  | 7  | 2 |

| 1974. október 29. |

| Anglia                            | 3–1   | Csehszlovákia        |
| --------------------------------- | ----- | -------------------- |
| Taylor 4' Mills 20' Greenhoff 53' | (2–0) | Slaný 57' (11-esből) |

| Selhurst Park, London Nézőszám: 22 000 Játékvezető: Keizer (holland) |

| 1974. november 19. |

| Portugália | 2–3   | Anglia |
| ---------- | ----- | ------ |
|            | (0–2) |        |

|  |

| 1975. április 30. |

| Portugália | 2–0   | Csehszlovákia |
| ---------- | ----- | ------------- |
|            | (0–0) |               |

|  |

| 1975. október 28. |

| Csehszlovákia | 1–1   | Anglia     |
| ------------- | ----- | ---------- |
| Kroupa 10'    | (1–0) | Taylor 47' |

| Trnava Nézőszám: 4000 Játékvezető: Latzin (osztrák) |

| 1975. november 12. |

| Csehszlovákia  | 1–1 | Portugália  |
| -------------- | --- | ----------- |
| Štambacher 26' |     | Gomes 90+1' |

| Stadión 9. května, Teplice Nézőszám: 5000 Játékvezető: Stachura (lengyel) |

| 1975. november 18. |

| Anglia | 2–0   | Portugália |
| ------ | ----- | ---------- |
|        | (1–0) |            |

|  |

### 2. csoport
| # | Csapat       | M | Gy | D | V | RG | KG | P |
| - | ------------ | - | -- | - | - | -- | -- | - |
| 1 | Magyarország | 2 | 3  | 1 | 0 | 11 | 2  | 7 |
| 2 | Ausztria     | 4 | 1  | 2 | 1 | 6  | 6  | 4 |
| 3 | Luxemburg    | 4 | 0  | 1 | 3 | 2  | 11 | 1 |

| 1974. október 13. 13:30 |

| Luxemburg | 0–3   | Magyarország                 |
| --------- | ----- | ---------------------------- |
|           | (0–2) | Hauzer 13' 83' Fehérvári 42' |

| Luxembourg Nézőszám: 500 Játékvezető: Jan Peeters (belga) Asszisztensek: Binst, Cornet |

| 1974. november 13. |

| Luxemburg | 1–3 | Ausztria |
| --------- | --- | -------- |
|           |     |          |

| Esch |

| 1975. április 2. |

| Ausztria            | 2–2   | Magyarország                |
| ------------------- | ----- | --------------------------- |
| Widmann 6' Hala 83' | (1–0) | Horváth L. 55' Czeczeli 65' |

| Práter stadion, Bécs Nézőszám: 20 000 Játékvezető: Frickel (NSZK) Asszisztensek: Hoffmeister, Forster |

| 1975. szeptember 23. 15:00 |

| Magyarország               | 2–0 | Ausztria       |
| -------------------------- | --- | -------------- |
| Szabó 52' 68' Czeczeli 86′ |     | Pospischil 86′ |

| Szolnok Nézőszám: 8000 Játékvezető: Serafino (olasz) Asszisztensek: Mondoni, Lazzaroni |

| 1975. október 15. |

| Ausztria              | 1–1   | Luxemburg            |
| --------------------- | ----- | -------------------- |
| Schwarz ?' (11-esből) | (1–1) | Roemer ?' (11-esből) |

|  |

| 1975. október 19. 10:00 |

| Magyarország                               | 4–0   | Luxemburg |
| ------------------------------------------ | ----- | --------- |
| Kereki 10' Farkas 26' Kelemen 30' Izsó 86' | (3–0) |           |

| Körmend Nézőszám: 3000 Játékvezető: Zivmy (csehszlovák) Asszisztensek: Horbas, Klacansky |

### 3. csoport
| # | Csapat      | M | Gy | D | V | RG | KG | P |
| - | ----------- | - | -- | - | - | -- | -- | - |
| 1 | Jugoszlávia | 4 | 2  | 2 | 0 | 7  | 2  | 6 |
| 2 | Svédország  | 4 | 2  | 1 | 1 | 6  | 6  | 5 |
| 3 | Norvégia    | 4 | 0  | 1 | 3 | 1  | 6  | 1 |

| 1974. október 30. |

| Jugoszlávia | 2–0   | Norvégia |
| ----------- | ----- | -------- |
|             | (0–0) |          |

|  |

| 1975. június 5. |

| Svédország | 1–1   | Jugoszlávia |
| ---------- | ----- | ----------- |
| Ljumberg   | (1–1) | Halilhodžić |

| Kramfors |

| 1975. június 8. |

| Norvégia | 0–0 | Jugoszlávia |
| -------- | --- | ----------- |
|          |     |             |

| Hønefoss |

| 1975. június 30. |

| Norvégia | 0–2   | Svédország |
| -------- | ----- | ---------- |
|          | (0–1) |            |

| Sandefjord |

| 1975. augusztus 13. |

| Svédország | 2–1 | Norvégia |
| ---------- | --- | -------- |
|            |     |          |

|  |

| 1975. október 15. |

| Jugoszlávia | 4–1 | Svédország |
| ----------- | --- | ---------- |
|             |     |            |

|  |

### 4. csoport
| # | Csapat  | M | Gy | D | V | RG | KG | P |
| - | ------- | - | -- | - | - | -- | -- | - |
| 1 | Skócia  | 4 | 4  | 0 | 0 | 11 | 2  | 8 |
| 2 | Románia | 4 | 1  | 1 | 2 | 8  | 9  | 3 |
| 3 | Dánia   | 4 | 0  | 1 | 3 | 4  | 12 | 1 |

| 1974. október 12. |

| Románia                                                      | 6–2   | Dánia                   |
| ------------------------------------------------------------ | ----- | ----------------------- |
| Mulțescu 26' 37' 73' Năstase 16' D. Georgescu 55' Crișan 60' | (3–2) | Kolding 41' Aabling 45' |

| Dinamo stadion, Bukarest Nézőszám: 4000 Játékvezető: Mladenovici (jugoszláv) |

| 1975. május 10. |

| Dánia         | 1–1   | Románia      |
| ------------- | ----- | ------------ |
| Petterson 77' | (0–0) | Beldeanu 66' |

| Koppenhága Játékvezető: Jan Peeters (belga) |

| 1975. május 31. |

| Románia      | 1–2   | Skócia                  |
| ------------ | ----- | ----------------------- |
| Beldeanu 65' | (0–1) | Young 34' Pettigrew 74' |

| Május 1. stadion, Bukarest Nézőszám: 12 000 Játékvezető: Anatolij Ivanov (szovjet) |

| 1975. szeptember 2. |

| Dánia | 0–1   | Skócia |
| ----- | ----- | ------ |
|       | (0–1) |        |

| Koppenhága |

| 1975. október 28. |

| Skócia        | 4–1   | Dánia  |
| ------------- | ----- | ------ |
| Gray Prentice | (2–1) | Hansen |

| Edinburgh |

| 1975. december 16. |

| Skócia                          | 4–0   | Románia |
| ------------------------------- | ----- | ------- |
| Pettygrew 51' Bremner 63' ? 84' | (1–0) |         |

| Falkirk Nézőszám: 15 000 Játékvezető: Michel Vautrot (francia) |

### 5. csoport
| # | Csapat      | M | Gy | D | V | RG | KG | P |
| - | ----------- | - | -- | - | - | -- | -- | - |
| 1 | Hollandia   | 4 | 3  | 1 | 0 | 10 | 3  | 7 |
| 2 | Olaszország | 4 | 2  | 1 | 1 | 9  | 6  | 5 |
| 3 | Finnország  | 4 | 0  | 0 | 4 | 2  | 12 | 0 |

| 1974. szeptember 25. |

| Hollandia                        | 3–0   | Finnország |
| -------------------------------- | ----- | ---------- |
| Arntz ?' (11-esből) Jansen Lubse | (1–0) |            |

| Deventer |

| 1974. november 19. |

| Hollandia | 3–2 | Olaszország |
| --------- | --- | ----------- |
|           |     |             |

| Den Bosch |

| 1975. június 5. |

| Olaszország     | 3–0   | Finnország |
| --------------- | ----- | ---------- |
| Casarsa Calloni | (2–0) |            |

| Pescara |

| 1975. szeptember 3. |

| Finnország | 0–3   | Hollandia |
| ---------- | ----- | --------- |
|            | (0–2) |           |

| Helsinki |

| 1975. szeptember 28. |

| Finnország | 2–3 | Olaszország |
| ---------- | --- | ----------- |
|            |     |             |

|  |

| 1976. január 14. |

| Olaszország | 1–1 | Hollandia |
| ----------- | --- | --------- |
|             |     |           |

|  |

### 6. csoport
| # | Csapat      | M | Gy | D | V | RG | KG | P |
| - | ----------- | - | -- | - | - | -- | -- | - |
| 1 | Szovjetunió | 2 | 1  | 0 | 1 | 4  | 2  | 2 |
| 2 | Törökország | 2 | 1  | 0 | 1 | 2  | 4  | 2 |

| 1975. április 2. |

| Törökország | 2–1   | Szovjetunió |
| ----------- | ----- | ----------- |
|             | (1–1) |             |

| Ankara |

| 1975. november 23. |

| Szovjetunió          | 3–0   | Törökország |
| -------------------- | ----- | ----------- |
| Petroszjan An Adzsem | (2–0) |             |

| Taskent |

### 7. csoport
| # | Csapat        | M | Gy | D | V | RG | KG | P |
| - | ------------- | - | -- | - | - | -- | -- | - |
| 1 | Franciaország | 4 | 2  | 1 | 1 | 6  | 5  | 5 |
| 2 | NDK           | 4 | 1  | 2 | 1 | 4  | 4  | 4 |
| 3 | Belgium       | 4 | 1  | 1 | 2 | 4  | 5  | 3 |

| 1974. október 13. |

| Franciaország | 1–0 | Belgium |
| ------------- | --- | ------- |
|               |     |         |

|  |

| 1974. november 16. |

| NDK | 1–1   | Franciaország |
| --- | ----- | ------------- |
|     | (0–1) |               |

| Erfurt Nézőszám: 6000 |

| 1974. december 7. |

| Belgium | 0–0 | NDK |
| ------- | --- | --- |
|         |     |     |

| Liège |

| 1975. szeptember 27. |

| NDK       | 1–2   | Belgium                |
| --------- | ----- | ---------------------- |
| Steinbach | (0–1) | Vandereycken Ceulemans |

| Magdeburg Nézőszám: 5000 |

| 1975. október 11. |

| Franciaország | 1–2   | NDK |
| ------------- | ----- | --- |
|               | (0–1) |     |

| Poitiers |

| 1975. november 15. |

| Belgium | 2–3   | Franciaország |
| ------- | ----- | ------------- |
|         | (0–2) |               |

| La Louvière |

### 8. csoport
| # | Csapat        | M | Gy | D | V | RG | KG | P |
| - | ------------- | - | -- | - | - | -- | -- | - |
| 1 | Bulgária      | 4 | 3  | 0 | 1 | 6  | 3  | 6 |
| 2 | Lengyelország | 4 | 2  | 0 | 2 | 7  | 5  | 4 |
| 3 | Görögország   | 4 | 1  | 0 | 3 | 4  | 9  | 2 |

| 1974. október 13. |

| Görögország | 0–2 | Bulgária |
| ----------- | --- | -------- |
|             |     |          |

|  |

| 1974. december 18. |

| Bulgária | 2–1 | Görögország |
| -------- | --- | ----------- |
|          |     |             |

| Pernik |

| 1975. szeptember 3. |

| Lengyelország | 2–1 | Bulgária |
| ------------- | --- | -------- |
|               |     |          |

|  |

| 1975. október 15. |

| Lengyelország                | 4–1   | Görögország |
| ---------------------------- | ----- | ----------- |
| Wolski Ogaza Pawlowski Kusto | (1–1) | Androucesz  |

| Varsó Nézőszám: 8000 |

| 1975. október 29. |

| Görögország | 2–1   | Lengyelország |
| ----------- | ----- | ------------- |
|             | (1–0) |               |

| Athén |

| 1975. november 19. |

| Bulgária     | 1–0   | Lengyelország |
| ------------ | ----- | ------------- |
| Jordanov 89' | (0–0) |               |

| Haszkovo |

## Egyenes kieséses szakasz

### Negyeddöntők
| 1976. február 18. |

| Hollandia        | 2–0   | Skócia |
| ---------------- | ----- | ------ |
| van Deinsen Kist | (0–0) |        |

| Breda Nézőszám: 14 000 |

| 1976. április 24. |

| Skócia        | 2–0 (h. u.) | Hollandia |
| ------------- | ----------- | --------- |
|               |             |           |
| Büntetőpárbaj |             |           |
|               | 3–4         |           |

| Edinburgh |

| 1976, március 10. 14:30 |

| Magyarország                 | 3–0   | Anglia |
| ---------------------------- | ----- | ------ |
| Nyilasi 20' 62' Szabó F. 60' | (1–0) |        |

| Üllői úti stadion, Budapest Nézőszám: 15 000 Játékvezető: Favre (svájci) Asszisztensek: Hofer, Davet |

| 1976. március 23. 19:30 |

| Anglia                       | 1–3   | Magyarország |
| ---------------------------- | ----- | ------------ |
| Case 21' Hill 72' Paddon 80' | (1–1) | Fekete 20'   |

| Old Trafford, Manchester Nézőszám: 40 000 Játékvezető: Schaut (belga) Asszisztensek: Wouters, Fauter |

| 1976. április 20. |

| Franciaország    | 2–1   | Szovjetunió |
| ---------------- | ----- | ----------- |
| Rampillon Zimako | (1–1) | Csengelev   |

| Párizs |

| 1976. április 25. |

| Szovjetunió   | 2–1 (h. u.)     | Franciaország |
| ------------- | --------------- | ------------- |
| Petrov        | (1–0, 2–1, 2–1) | Lacombe       |
| Büntetőpárbaj |                 |               |
|               | 4–2             |               |

| Moszkva |

| 1976. április 21. |

| Bulgária       | 2–3   | Jugoszlávia               |
| -------------- | ----- | ------------------------- |
| Panov Rangelov | (2–0) | Mulahasanović Halilhodžić |

| Rusze Nézőszám: 25 000 |

| 1976. április 28. |

| Jugoszlávia | 2–1   | Bulgária |
| ----------- | ----- | -------- |
|             | (0–1) |          |

| Niš |

### Elődöntők
| 1976. május 12. 16:30 |

| Magyarország             | 3–2   | Jugoszlávia                       |
| ------------------------ | ----- | --------------------------------- |
| Kereki 24' 64' Májer 39' | (2–1) | Halilhodžić 28' Mulahasanović 75' |

| Üllői úti stadion, Budapest Játékvezető: Rainea (román) Asszisztensek: Buzea, Kolossy |

| 1976. május 19. 16:30 |

| Jugoszlávia     | 1–1   | Magyarország |
| --------------- | ----- | ------------ |
| Halilhodžić 38' | (1–0) | Fekete 62'   |

| Újvidék Játékvezető: Prokop (NDK) Asszisztensek: Einbeck, Rossner |

| 1976. május 19. |

| Szovjetunió | 3–0 | Hollandia |
| ----------- | --- | --------- |
| Kipiani ?   |     |           |

| Moszkva |

| 1976. május 26. |

| Hollandia | 1–0 | Szovjetunió |
| --------- | --- | ----------- |
|           |     |             |

| Kerkrade |

### Döntő
| 1976. június 19. 17:00 |

| Magyarország | 1–1   | Szovjetunió    |
| ------------ | ----- | -------------- |
| Nyilasi 2'   | (1–0) | Szlobogyan 65' |

| Üllői úti stadion, Budapest Nézőszám: 10 000 Játékvezető: Gordon (skót) Asszisztensek: Syme, Cairs |

| MAGYARORSZÁG: |  |               |     |
|               |  |               |     |
| KA            |  | Gujdár Sándor |     |
| V             |  | Kereki Zoltán |     |
| V             |  | Bálint László |     |
| V             |  | Rab Tibor     | 59' |
| V             |  | Lukács Sándor |     |
| KP            |  | Nyilasi Tibor | 2'  |
| KP            |  | Ebedli Zoltán |     |
| KP            |  | Pintér Sándor |     |
| CS            |  | Májer Lajos   |     |
| CS            |  | Szabó Ferenc  |     |
| CS            |  | Magyar István | 46' |
| Cserék:       |  |               |     |
| CS            |  | Várady Béla   | 46' |
| KP            |  | Kovács Béla   | 59' |
|               |  |               |     |
|               |  |               |     |
|               |  |               |     |
| Vezetőedző:   |  |               |     |
| Baróti Lajos  |  |               |     |

| SZOVJETUNIÓ:         |  |                     |         |
|                      |  |                     |         |
| KA                   |  | Viktor Radajev      |         |
| V                    |  | Viktor Kruglov      |         |
| V                    |  | Valerij Gorbunov    |         |
| V                    |  | Vaszilij Svecov     |         |
| V                    |  | Nyikita Viszokih    |         |
| KP                   |  | Alekszandr Minajev  |         |
| KP                   |  | Mihail An           |         |
| KP                   |  | David Kipiani       | 39' 63' |
| CS                   |  | Jurij Adzsem        | 63'     |
| CS                   |  | Vlagyimir Gucajev   |         |
| CS                   |  | Pjotr Szlobogyan    | 65'     |
| Cserék:              |  |                     |         |
|                      |  | Szergej Petrenko    | 63'     |
|                      |  | Horen Hovhanniszján | 63'     |
|                      |  |                     |         |
|                      |  |                     |         |
|                      |  |                     |         |
| Vezetőedző:          |  |                     |         |
| Valentyin Nyikolajev |  |                     |         |

| 1976. június 23. 17:30 |

| Szovjetunió              | 2–1   | Magyarország |
| ------------------------ | ----- | ------------ |
| Fjodorov 21' Gucajev 39' | (2–0) | Magyar 53'   |

| Lenin-stadion, Moszkva Nézőszám: 30 000 Játékvezető: Weyland (NSZK) Asszisztensek: Oltmann, Picker |

| SZOVJETUNIÓ:         |  |                    |         |
|                      |  |                    |         |
| KA                   |  | Viktor Radajev     |         |
| V                    |  | Viktor Kruglov     |         |
| V                    |  | Valerij Gorbunov   |         |
| V                    |  | Vaszilij Svecov    |         |
| V                    |  | Nyikita Viszokih   |         |
| KP                   |  | Szergej Petrenko   |         |
| KP                   |  | Mihail An          |         |
| KP                   |  | Jurij Adzsem       |         |
| CS                   |  | Vlagyimir Gucajev  | 39'     |
| CS                   |  | Vlagyimir Fjodorov | 21' 66' |
| CS                   |  | Pjotr Szlobogyan   | 46'     |
| Cserék:              |  |                    |         |
|                      |  | David Kipiani      | 46'     |
|                      |  | Valerij Gazzajev   | 66'     |
|                      |  |                    |         |
|                      |  |                    |         |
|                      |  |                    |         |
| Vezetőedző:          |  |                    |         |
| Valentyin Nyikolajev |  |                    |         |

| MAGYARORSZÁG: |  |                |         |
|               |  |                |         |
| KA            |  | Gujdár Sándor  |         |
| V             |  | Kereki Zoltán  |         |
| V             |  | Kerekes Attila |         |
| V             |  | Bálint László  |         |
| V             |  | Lukács Sándor  |         |
| KP            |  | Nyilasi Tibor  |         |
| KP            |  | Ebedli Zoltán  | 36'     |
| KP            |  | Pintér Sándor  | 64'     |
| CS            |  | Májer Lajos    | 60'     |
| CS            |  | Várady Béla    |         |
| CS            |  | Magyar István  | 53'     |
| Cserék:       |  |                |         |
| CS            |  | Szabó Ferenc   | 60'     |
| KP            |  | Kovács Béla    | 36' 46' |
|               |  |                |         |
|               |  |                |         |
|               |  |                |         |
| Vezetőedző:   |  |                |         |
| Baróti Lajos  |  |                |         |

A magyar csapatban mérkőzésen szerepeltek:
Gujdár Sándor (9 mérkőzés), Dombai András (1)
Bálint László (6), Czeczeli Károly (2), Csapó Károly (3), Csongrádi Ferenc (1), Csorna László (2), Ebedli Zoltán (7), Farkas (1), Fehérvári János, Fekete László (5), Garamvölgyi Lajos (1), Gass István (1), Godán Lajos (4), Hauzer Tibor (2), Horváth László (1), Izsó Ignác (2), Kelemen Gusztáv (1), Kerekes Attila (2), Kereki Zoltán (7), Kocsis István (1), Komjáti András (1), Kovács Béla (6), Kovács I. (1), Kunszt Jenő (1), Lukács Sándor (7), Magyar István (7), Májer Lajos (3), Morgós Gábor (1), Néder István (1), Nyilasi Tibor (5), Oláh (1), Paróczai Sándor (2), Pásztor József (1), Pintér Sándor (5), Pusztai (1), Rab Tibor (4), Szabó Ferenc (6), Tóth József (2), Salamon József (1), Soós István (1), Szokolai László (1), Varga M. (1), Várady Béla (3), Weimper István (2), Zombori Sándor (3)